# Brittiska mästerskapet 1890/1891
Brittiska mästerskapet 1890/1891 var den 8:e upplagan av Brittiska mästerskapet i fotboll.

## Tabell
| Nr | Lag       | S | V | O | F | GM | IM | MS | P |
| -- | --------- | - | - | - | - | -- | -- | -- | - |
| 1  | England   | 3 | 3 | 0 | 0 | 12 | 3  | +9 | 6 |
| 2  | Skottland | 3 | 2 | 0 | 1 | 7  | 6  | +1 | 4 |
| 3  | Irland    | 3 | 1 | 0 | 2 | 9  | 10 | −1 | 2 |
| 4  | Wales     | 3 | 0 | 0 | 3 | 6  | 15 | −9 | 0 |

## Matcher
|  | 7 februari 1891 | Irland                                                                                     | 7 – 2 | Wales                                | Ulsterville                                                |                                                            |
|  |                 | William Dalton 19′ Olphie Stanfield 22′, 34′, 42′, 80′ George Gaffikin 60′ Sam Torrans 63′ |       | 10′ Robert Roberts 37′ Albert Davies | Belfast Publik: 12 000 Domare: Robert Harrison (Skottland) | Belfast Publik: 12 000 Domare: Robert Harrison (Skottland) |
|  |                 |                                                                                            |       |                                      | Belfast Publik: 12 000 Domare: Robert Harrison (Skottland) | Belfast Publik: 12 000 Domare: Robert Harrison (Skottland) |
|  |                 |                                                                                            |       |                                      | Belfast Publik: 12 000 Domare: Robert Harrison (Skottland) | Belfast Publik: 12 000 Domare: Robert Harrison (Skottland) |

|  | 7 mars 1891 | England                                                                     | 6 – 1 | Irland          | Molineux Stadium |               |
|  |             | Tinsley Lindley ×2 Billy Bassett George Cotterill Arthur Henfrey Harry Daft |       | Tommy Whiteside | Wolverhampton    | Wolverhampton |
|  |             |                                                                             |       |                 | Wolverhampton    | Wolverhampton |
|  |             |                                                                             |       |                 | Wolverhampton    | Wolverhampton |

|  | 7 mars 1891 | England                                                   | 4 – 1 | Wales      | Newcastle Road |            |
|  |             | Johnny Goodall Jack Southworth Edgar Chadwick Alf Milward |       | Ned Howell | Sunderland     | Sunderland |
|  |             |                                                           |       |            | Sunderland     | Sunderland |
|  |             |                                                           |       |            | Sunderland     | Sunderland |

|  | 21 mars 1891 | Wales                                                     | 3 – 4   | Skottland                                            | Racecourse Ground                                     |                                                       |
|  |              | Jack Bowdler 12′ William Owen 45′ William Haighton Turner | (2 – 1) | 5′ James Logan 50′ Robert Buchanan 60′, 80′ Bob Boyd | Wrexham Publik: 4 000 Domare: Charles Crump (England) | Wrexham Publik: 4 000 Domare: Charles Crump (England) |
|  |              |                                                           |         |                                                      | Wrexham Publik: 4 000 Domare: Charles Crump (England) | Wrexham Publik: 4 000 Domare: Charles Crump (England) |
|  |              |                                                           |         |                                                      | Wrexham Publik: 4 000 Domare: Charles Crump (England) | Wrexham Publik: 4 000 Domare: Charles Crump (England) |

|  | 28 mars 1891 | Skottland                    | 2 – 1   | Irland               | Celtic Park                                            |                                                        |
|  |              | James Low 6′ Tom Waddell 60′ | (1 – 0) | 70′ Olphie Stanfield | Glasgow Publik: 8 000 Domare: William Stacey (England) | Glasgow Publik: 8 000 Domare: William Stacey (England) |
|  |              |                              |         |                      | Glasgow Publik: 8 000 Domare: William Stacey (England) | Glasgow Publik: 8 000 Domare: William Stacey (England) |
|  |              |                              |         |                      | Glasgow Publik: 8 000 Domare: William Stacey (England) | Glasgow Publik: 8 000 Domare: William Stacey (England) |

|  | 6 april 1891 | England                               | 2 – 1   | Skottland      | Ewood Park                                               |                                                          |
|  |              | Johnny Goodall 20′ Edgar Chadwick 30′ | (2 – 0) | 85′ Frank Watt | Blackburn Publik: 12 000 Domare: William Morrow (Irland) | Blackburn Publik: 12 000 Domare: William Morrow (Irland) |
|  |              |                                       |         |                | Blackburn Publik: 12 000 Domare: William Morrow (Irland) | Blackburn Publik: 12 000 Domare: William Morrow (Irland) |
|  |              |                                       |         |                | Blackburn Publik: 12 000 Domare: William Morrow (Irland) | Blackburn Publik: 12 000 Domare: William Morrow (Irland) |